# Martin Standke

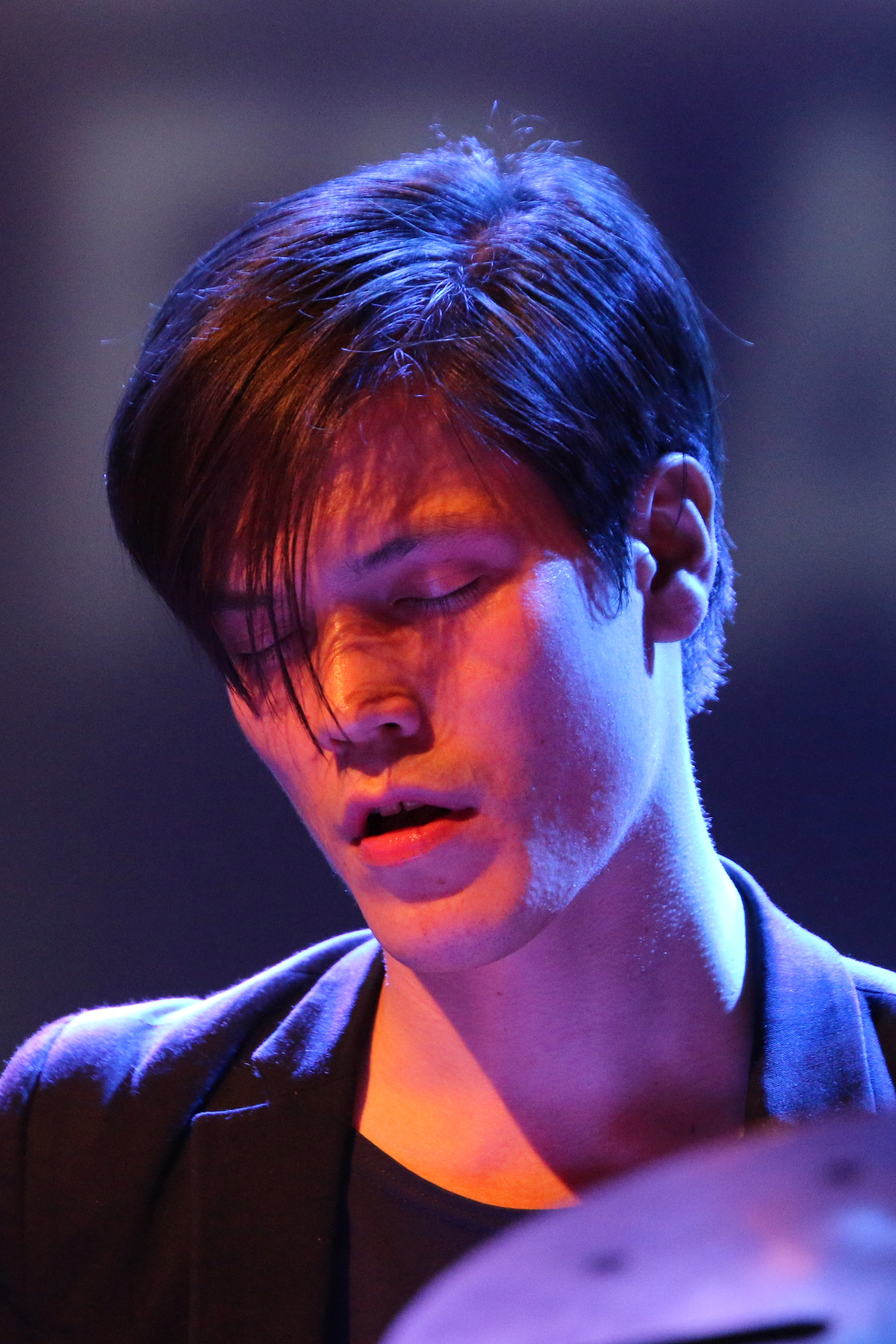
Martin Standke (2015)

Martin Standke (Frankfurt am Main, circa 1982) is een Duitse jazzdrummer.

## Biografie
Standke studeerde voor muziekdocent aan de Hochschule für Musik und Darstellende Kunst Frankfurt am Main en aan de Musikhochschule Köln, bij Michael Küttner (hoofdvak: jazzdrums).
Met Tim Roth, Yuriy Sych en saxofonist Benjamin Steil richtte hij in 2006 het Contrast Quartet op, waarmee hij in 2009 een plaat maakte. Uit het kwartet kwam het Contrast Trio voort, waarin Standke eveneens speelt. Tevens is hij lid van het trio en het kwintet van Natalya Karmazin. In 2010 speelde hij met Stephan Schmolck op het Deutschen Jazzfestival. Hij speelt mee op opnames van het hr-Jazzensemble. Standke woont in Frankfurt am Main werkte daar als theatermuzikant.

## Prijzen en onderscheidingen
Met Contrast Quartet haalde hij in 2006 de eerste prijs in de competitie Jugend jazzt, in 2008 kreeg hij een Arbeitsstipendium Jazz der Stadt Frankfurt am Main, dit stipendium kreeg hij ook in 2009 (met het Natalya Karmazin International Jazz Quintet) en in 2014 met het kwartet Electrolyte. Met het Contrast Trio kreeg hij in 2016 de Hessischen Jazzpreis.

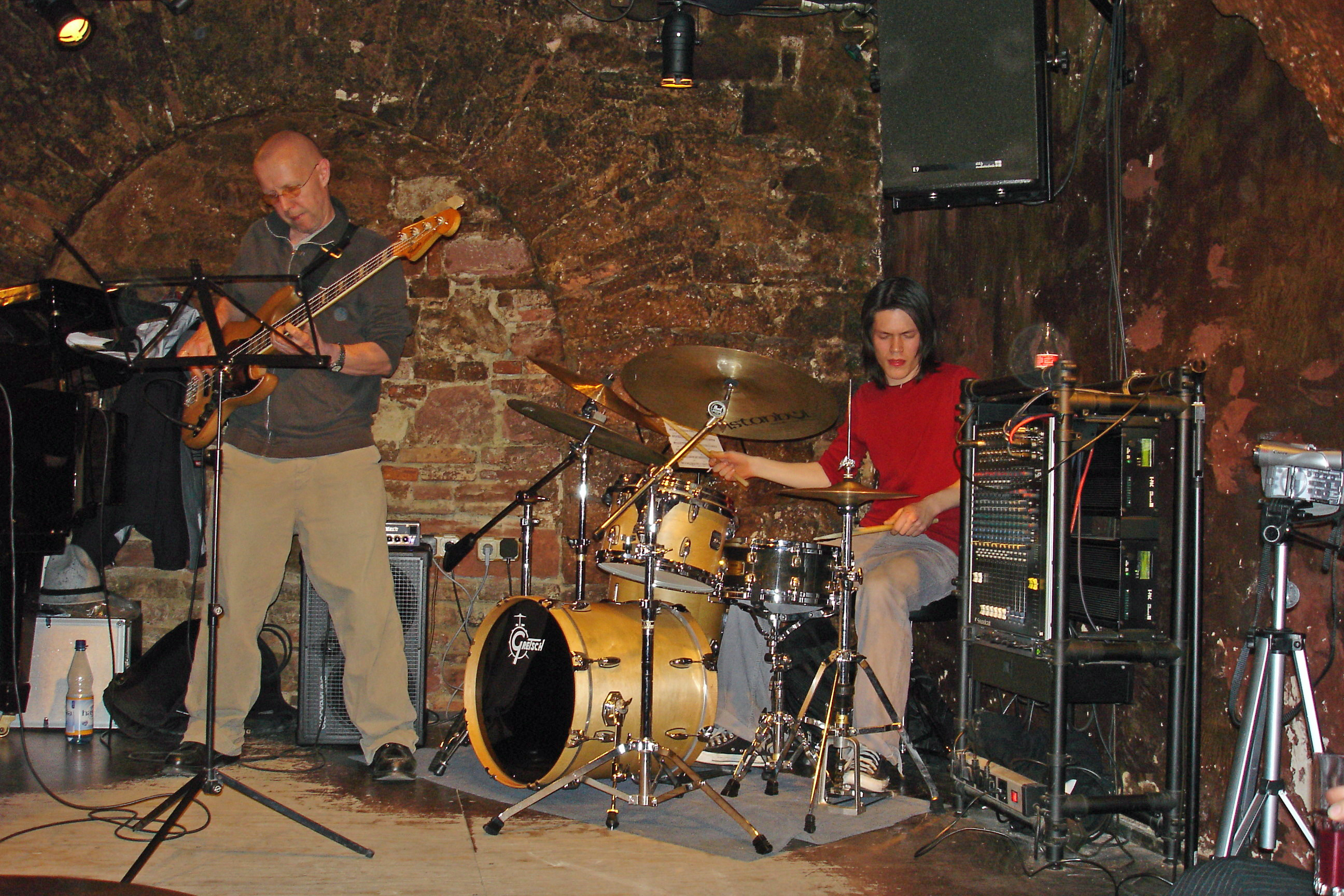
Martin Standke (midden) met Thomas Heidepriem (2007)

## Discografie
- Contrast Quartet Second Wave (flexaton 2009, met Benjamin Steil, Tim Roth, Martin Standke)
- Karma Jazz Group Birth of Indigo (Laika Records 2011, met Natalya Karmazin, Evgeny Ring, Daniel Guggenheim, Christoph Rücker)
- Contrast Trio Zwei (Whyempty Records 2015, met Tim Roth, Martin Standke alsook Bastian Ruppert)
- Max Clouth Clan Return Flight  (L+R Records 2015)